# Isabel de Labayen
Isabel de Labayen (Pamplona, hacia 1620 - Pamplona, después de 1672) impresora y editora navarra, 
Fue la única hija del impresor de Pamplona Martín de Labayen y de su esposa Ana Marrón. Su tío Carlos de Labayen y sus dos maridos Diego de Zabala y Gaspar Martínez también fueron impresores, así como sus hijos Martín Gregorio y Francisco de Zabala. 
Heredó el taller de imprenta y librería de su tío Carlos Labayen (1644) y el de su padre (1654). Su negocio de imprenta y librería fue regentado por sus dos esposos, Diego de Zabala (1654-1656) y Gaspar Martínez, aunque con interrupciones por disensiones familiares, desde 1666 hasta una fecha posterior a 1676. Su hijo Martín Gregorio, por problemas con su madre y padrastro, se instaló en Pamplona por cuenta propia en 1666. Durante 1669 y 1670, con ocasión del conflicto por la propiedad del negocio familiar de imprenta suscitado con su hijo Martín Gregorio, aparecieron unas pocas y modestas publicaciones con su nombre de Isabel de Labayen en el pie de imprenta.

## Infancia y primer matrimonio
Su tío Carlos Labayen estableció en su testamento, suscrito en 1632, cuando Isabel tenía doce años, que fuera acogida y criada en su casa por su esposa Felipa Rodríguez, con la que no había tenido hijos. Pero ese mismo año su padre, Martín de Labayen, decidió hacerse cargo de Isabel, que era su única hija. La tía, en compensación, estableció el pago de cuarenta ducados anuales hasta que Isabel cumpliera veinte años. 
Felipa Rodríguez, al fallecer en 1637, dejó a su sobrina una manda de sesenta ducados que, por otros conceptos, finalmente subió a cien. Pero el cobro se retrasó hasta 1644 cuando, tras presentar una demanda judicial, una sentencia obligó a Domingo Vélez de Vergara, con quien Felipa se había casado en segundas nupcias y había quedado viudo de ella, a liquidar el negocio para saldar los pagos que Felipa había ordenado. De esta manera, tras la muerte de su tía Felipa Rodríguez y la de su segundo marido, Domingo Vélez de Vergara, en ese mismo año 1644, puesto que no habían tenido hijos, Isabel heredó el negocio familiar. En el pie de imprenta se daba a conocer como "la heredera de Carlos Labayen".
Paralelamente en 1643 su padre, Martín de Labayen, se encontraba enfermo y, para garantizar la estabilidad del negocio, llama al tipógrafo Diego de Zabala, nacido en 1619 en Pamplona, que había trabajado en Sevilla y en aquellas fechas lo hacía  en Madrid, para que  se casara con Isabel, y en consecuencia se hiciera cargo del negocio. A cambio, el matrimonio le prestará los cuidados que exigía su delicado estado de salud. De hecho, por este motivo, en ocasiones los trabajos de imprenta salieron con el nombre del padre y del esposo de Isabel.
El matrimonio de Isabel de Labayen y Diego de Zabala tuvo cuatro hijos: Martín Gregorio y Francisco —que siguieron el oficio familiar—, Graciosa —que casó con el "cirujano" (barbero) Miguel de Arraiza— y Juana, nacida en 1653.
Cuando falleció Martín de Labayen en 1654, Isabel pasó a ser propietaria del taller familiar, pero, de acuerdo con el criterio discriminatorio de la época de que la mujer no podía desempeñar oficios mecánicos, como era la tipografía, su marido Diego de Zabala figuraba en los pies de imprenta. Aunque solo por dos años, ya que falleció en 1654.

## Segundo matrimonio
Había transcurrido un mes de la muerte de su esposo, acaecida en 1656, cuando Isabel de Labayen contrae matrimonio con Gaspar Martínez, impresor, natural de Huesca y afincado en Zaragoza, al que probablemente había mandado llamar para encomendarle la dirección del negocio. Martínez no aportó bienes al matrimonio, lo que es indicio de que su situación profesional y económica era precaria. La pareja no tuvo descendencia. En lo sucesivo el nombre de Gaspar Martínez figuró en los trabajos salidos del taller de imprenta.
Martínez debía de tener un carácter difícil, que se tradujo en la mala gestión del negocio, en el que proliferaron los conflictos y denuncias, y, en el ámbito privado, en la pésima convivencia con su esposa y cuatro hijastros. 
En 1665 Martínez fue denunciado por el Padre Moret, cronista del reino de Navarra, por la desaparición de la tipografía que le había entregado para la impresión de las Investigaciones históricas. Por este motivo vivió varios meses “retirado” en el convento del Carmen de Pamplona, lo que hace suponer que estuvo refugiado en sagrado, libre de las órdenes de detención que finalmente se hicieron efectivas y le acarrearon prisión durante once meses.
Poco después, en 1666 Martínez abandonó el hogar tras diez años de matrimonio y se refugió en Zaragoza, no sin antes haber sustraído utillaje e impresos del negocio familiar para financiar su nueva vida. Al cabo de dos años, Isabel y su hijo Martín Gregorio reclamaron judicialmente unos libros de Gramática de Nebrija que Gaspar Martínez había dejado en depósito al mercader de libros de Pamplona Lorenzo Coroneu como aval de un préstamo de mil reales, que no devolvió y empleó para establecerse en la capital del reino de Aragón.

## Conflicto con su hijo
Cuando Isabel es abandonada por su marido en 1666, regresa a casa su hijo Martín Gregorio de Zabala, que a causa de las desavenencias con su padrastro se había marchado a trabajar como impresor fuera del Reino, concretamente en Madrid, Valencia y Zaragoza. Acto seguido, exige a su madre la propiedad del negocio, a lo que esta se opone. El asunto se enturbia y divide a la familia: junto a Martín Gregorio están los dos hermanos que le siguen, Francisco, con el que ha trabajado en el taller familiar, y Graciosa, a cuyo marido, el "cirujano", ha tenido como empleado; enfrente, junto a la madre, está la hermana más pequeña, Juana, y, de forma sorprendente, Gaspar Martínez, el marido que le ha robado y abandonado, pero que necesita la legitimidad de los títulos de propiedad de su esposa Isabel Labayen para disponer de la imprenta frente a las pretensiones del primogénito. 
La tensión llegó al extremo de que la madre y la hija pequeña asaltaron y destruyeron el taller de Martín Gregorio. Así lo declaró este al juez:

Echaron toda la imprenta en tierra, rompiéndole las llanas, moldes de letras, y tomando cantidad de ellas y sembrándolas por las ventanas y calle hasta la portería de [el convento de] san Francisco, donde se hallaron muchas. Todo a vista de muchas personas.

Los tribunales sentenciaron en 1670 que Isabel de Labayen arrendara el negocio a su hijo y que, en compensación, este le pasara una asignación para su mantenimiento, pero esta decisión no satisfizo a la madre y, en contrapartida, propuso contratar a su hijo con el rango de oficial de imprenta. Martín Gregorio lo rechazó aduciendo que con ese salario no podía mantener a su familia. Por esas mismas fechas, en 1669, a los 25 años se había casado con María de Álava, con la que no tuvo hijos. El pleito se resolvió cuando llegó la sentencia judicial que establecía que la madre era la única propietaria del negocio y el hijo no tenía derecho al mismo; en consecuencia, el trabajo que había realizado hasta la fecha había sido a título de oficial de imprenta contratado y, por ello, tan solo podía reclamar los salarios atrasados, a razón de cuatro reales diarios.
Desde 1666 Martín Gregorio de Zabala trabajaba por cuenta propia, en el taller que habían atacado su madre y hermana. Se mantendrá activo, con un discreto ritmo de trabajo, durante 34 años, hasta su fallecimiento en 1700. 
Significativamente, mientras mantuvo el conflicto con su madre, firmó sus trabajos como "Martín Gregorio de Zabala y Labayen", para de esta manera dejar sentado, frente a las pretensiones de su madre y su padrastro Gaspar Martínez, que él era el titular por herencia paterna y materna. Pero cuando los tribunales en 1670 desautorizaron esta pretensión, pasó a firmar solo con el apellido paterno: "Martín Gregorio de Zabala".

## "En la imprenta de Isabel de Labayen"

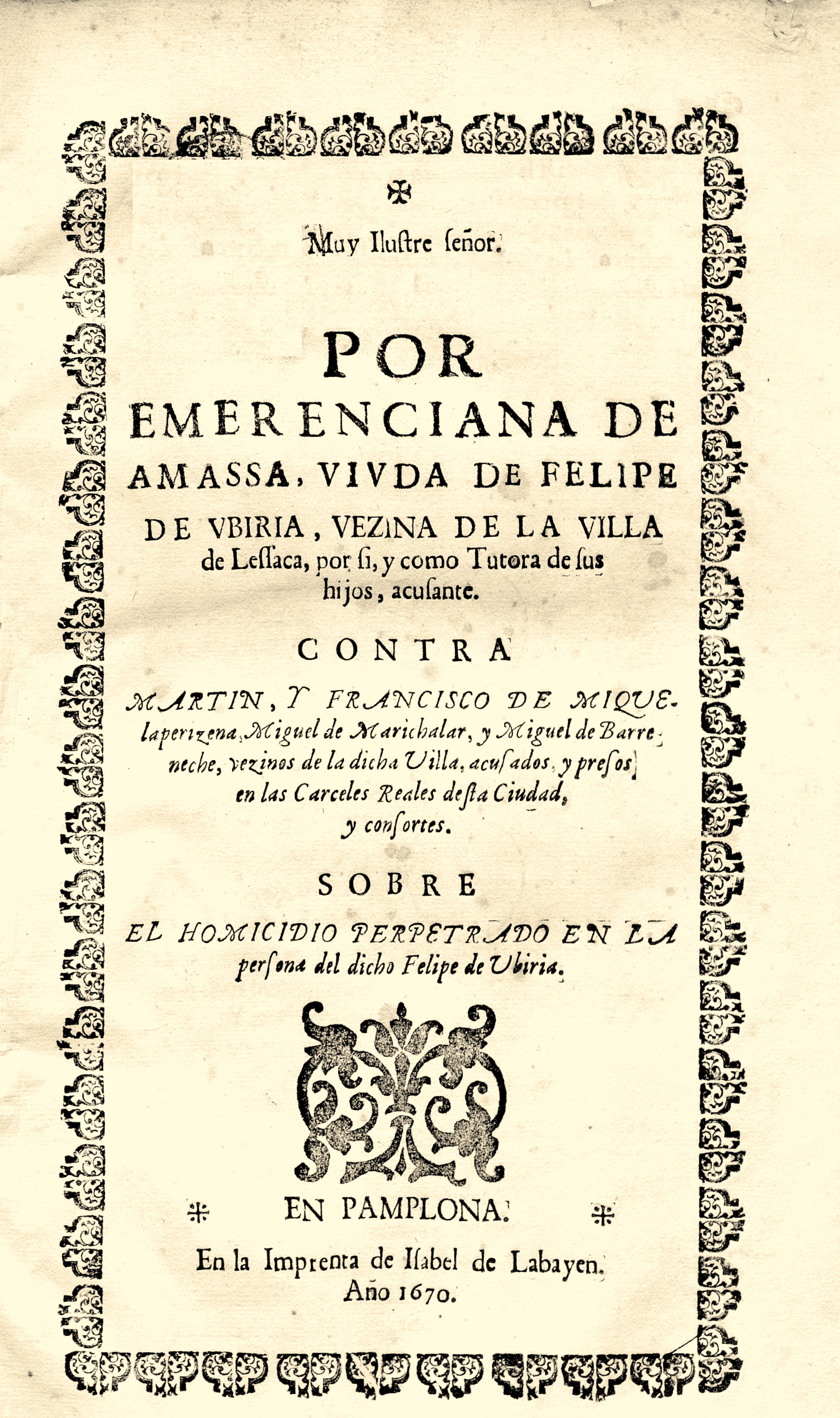
Expediente judicial procedente de "la imprenta de Isabel de Labayen" (1670)

En 1669 y 1670 Isabel de Labayen, de manera excepcional, pone su nombre en unos pocos y modestos trabajos de impresión  —“En la imprenta de Isabel de Labayen”—, como es el caso de un Pronóstico y lunario con el pie de imprenta de 1669 y unos escasos procesos judiciales. Y lo hace porque no le queda otra opción, porque está sola: su marido la ha abandonado y su hijo la ha demandado por la propiedad del negocio. Los impresos que saca a la luz, desde el punto de vista tipográfico son irrelevantes, pero sirven para proclamar que ella es la propietaria y legítima heredera del negocio de su padre.
Por otra parte, el título de impresor del Reino de Navarra que había disfrutado Martín de Labayen pasó a su primer yerno y, tras la muerte de este, al segundo, sin que existiera la posibilidad de que la hija, Isabel de Labayen, lo detentara, a pesar de ser la propietaria de la imprenta. Su condición de mujer lo impedía. Algo similar pasaría años más tarde con su nuera, María de Álava, quien, a la muerte de su esposo Martín Gregorio de Zabala, solicitó el cargo de impresor del Reino que este había poseído. La Diputación  del Reino desechó la solicitud y nombró para el cargo a Francisco Antonio de Neira, aunque debería compartir el sueldo a partes iguales con la viuda de Zabala mientras esta viviera.
Es de sobra conocido que durante el Antiguo Régimen las mujeres no podían ejercer oficios mecánicos. De esta manera cuando heredaban un negocio, como era el caso de los talleres de imprenta, bien sea por muerte del padre y carecer de hermanos o por muerte de su esposo, de manera transitoria podían firmar sus trabajos como "heredera de" o "viuda de", y solo en último término incluían su nombre y apellido. Este el caso de Isabel de Labayen que, en 1669 y 1670, emplea su nombre cuando está en litigio la propiedad del negocio.
La solución definitiva consistía en el matrimonio de la propietaria con un profesional del oficio cuyo nombre figuraría en el pie de imprenta. En este sentido, los ejemplos son numerosos, entre otros motivos, porque era más frecuente que la esposa sobreviviera a su marido. Sucedió, como se ha visto, con Isabel de Labayen, cuyo primer matrimonio estuvo suscitado por la enfermedad de su padre, y el segundo por su viudedad. Otros casos semejantes serían el de Graciosa de Oroz, viuda de Pedro Porralis de Saboya, que se casó con Matías Mares para que este se hiciera cargo del negocio y figurara como su responsable; el de Isabel Delgado, segunda esposa de Matías Mares, casada con Nicolás de Asiain; o el de la arriba mencionada Felipa Rodríguez, viuda de Carlos de Labayen, que se casó con Domingo Vélez de Vergara.
Por otra parte, cuando la propietaria tiene una edad avanzada y no resulta apropiado el matrimonio, esta designa a un titular entre sus familiares; así sucedió, por ejemplo, con Micaela Garrués que heredó el negocio de su hijo Nicolás de Asiain y lo cedió a su cuñado el librero Juan de Oteiza. Semejante situación vivió María de Álava, nuera de Isabel de Labayen, que enviudó en 1700 y, al no tener hijos, nombró heredero a su sobrino Juan José Ezquerro. Por este motivo,  a partir de su sobrino figuró en el pie de imprenta, con independencia de que María de Álava viviera hasta 1713. Se da la circunstancia de que entre 1700 y 1706 siguen apareciendo impresos con el nombre del ya fallecido Martín Gregorio de Zabala, ya fallecido; cabe la posibilidad de que su viuda siguiera utilizando el nombre de su esposo en el pie de imprenta de las obras que salían del taller.

## Reconciliación matrimonial y declive profesional
Posiblemente favorecido por los conflictos entre Isabel y su hijo Martín Gregorio de Zabala, Gaspar Martínez, hacia 1669, deja en arriendo el oficio de portero real que había obtenido en Zaragoza previo pago de 600 escudos y regresa a Pamplona junto a su esposa, con la que hace frente común en la disputa que mantiene con su hijo. Reclama ante los tribunales el derecho a imprimir expedientes judiciales, que detentaba en monopolio Martín Gregorio de Zabala, y tres años después consigue una sentencia que autoriza a los dos talleres -el de la madre y el del hijo- a realizar ese tipo de trabajos de impresión, que por su frecuencia constituían una saneada fuente de ingresos. Por este motivo, se conocen impresos judiciales con el nombre de Gaspar Martínez como impresor desde 1672 hasta 1675.
A partir de 1672 no se tienen noticias de Isabel de Labayen, cuya vida hasta el momento había estado sembrada de conflictos familiares y profesionales. Reconciliada con su esposo Gaspar Martínez, este dirigió el negocio, cada vez menos importante, y ostentó el título de impresor del Reino, que compartía con su hijastro Martín Gregorio de Zabala. Su rastro se pierde en 1676, cuando todavía litiga con su hijastro, que le reclama "cinco cajones de letras de imprenta" que habían pertenecido  a su padre, Diego de Zabala.